# ClearType

Confronto tra caratteri standard (a) e ClearType (b)

ClearType è un marchio registrato da Microsoft riguardante una tecnologia che ha l'obiettivo di aumentare la leggibilità dei testi nei monitor LCD. È basata su una particolare tecnologia di rendering dei pixel che consente di ridurre l'effetto di scalettamento (aliasing) mediante tecniche di antialiasing.

Confronto tra caratteri standard (sinistra) e ClearType (destra)

## Storia
ClearType è stato annunciato alla fiera COMDEX del novembre 1998, ma introdotta nel software nel gennaio 2000 in Microsoft Reader (sempre attivo), programma reso disponibile al pubblico nel mese di agosto 2000. ClearType successivamente è stata introdotta come una caratteristica del sistema operativo in Windows XP, ma disabilitato di default, mentre in Windows Vista e Windows 7 il ClearType è attivata per impostazione predefinita.
Per questa funzione è stato sviluppato anche un programma, il "ClearType Tuner" che ne permette la regolazione, in modo che questo filtro si adatti a schermi differenti ed evitare che la leggibilità si riduca con determinati schermi.

## Descrizione

1) Una linea diagonale su un 1-bit visualizzazione. 2) con scala di grigi anti-aliasing. 3) identica a 1, ma su un monitor a colori. 4) reso con controllo diretto di ogni subpixel colore (cleartype). 5) versione più piccola di 1-4. 6) 1 linea di pixel con e senza anti-aliasing.

I monitor in cui le posizioni dei pixel sono statiche per costruzione, quali i moderni schermi piatti, possono presentare effetti di aliasing quali i bordi seghettati quando vengono mostrati a video elementi ad alto contrasto quali sono i testi. ClearType attenua questo effetto in modo analogo al semplice antialiasing, ma in modo diverso in quanto agisce sfruttando i sub-pixel e non modificando l'intero pixel. I principi di questa tecnologia sono gli stessi che erano stati usati negli anni settanta per realizzare monitor NTSC.
Come la maggior parte dei sistemi che operano a livello inferiore a quello dei pixel e quindi agisce sui sub-pixel (opera sul singolo LED o LCD che compongono la triade RGB del pixel) opera un compromesso sacrificando un aspetto della qualità dell'immagine (colore o crominanza) per migliorarne un altro (contrasto o luminanza). Il compromesso funziona perché, quando si legge un testo, per l'occhio umano i dettagli sacrificati da ClearType sono meno importanti di quelli migliorati.
Per via di questa caratteristica si possono avere le lettere leggermente colorate ai loro bordi, in quanto spegnendo parte dei sub-pixel (RGB) si ha il pixel illuminato dai restanti sub-pixel, inoltre a seconda dell'ordine dei sub-pixel si può verificare una visione non ottimale del carattere se il sistema cleartype non è adeguatamente impostato e quindi utilizza uno schema RGB diverso da quello del monitor.

## Uso
Questa tecnologia opera solamente sul testo e non su altri tipi di elementi grafici, ad esempio il testo digitato in un editor di testo viene mostrato a video migliorato da ClearType, mentre il testo inserito in un'immagine tramite un programma di fotoritocco non viene modificato in quanto esso viene trasformato in una bitmap.

## Limitazioni
Dato che questa tecnica è stata pensata per schermi caratterizzati da sub-pixel fissi e con una determinata disposizione, questa tecnica mal si sposa con gli schermi CRT, i quali a seconda del modello e tipologia costruttiva (maschera di separazione utilizzata) e risoluzione, con questa tecnologia possono avere una riduzione della nitidezza o un miglioramento ridotto dei caratteri.